# Gioco astratto
Un gioco astratto è un gioco da tavolo non fondato sulla simulazione di un particolare contesto o sul riferimento a un determinato "tema".

## Cosa sono
Un gioco astratto è un gioco in cui l'unica conoscenza richiesta al giocatore è quella delle regole stesse del gioco, e in cui tali regole sono evidentemente progettate allo scopo di rendere interessante il gioco e non allo scopo di emulare dinamiche proprie di qualche altro contesto, reale o meno. Si tratta generalmente (anche se non sempre) di giochi con forti connotazioni matematiche o geometriche, deterministici, e a informazione completa.
Data la loro natura, lasciano poco spazio all'errore contro giocatori abili e vengono spesso considerati tra i giochi più difficili. Infatti è impossibile che un giocatore veramente bravo perda una partita con un giocatore inesperto, proprio per la mancanza di fortuna.

## Cosa non sono
Fra i giochi che certamente si devono escludere dalla categoria dei giochi astratti, quindi, si possono considerare i seguenti:
- i giochi spiccatamente di simulazione, ovvero basati su un modello relativamente "accurato" di un determinato fenomeno o contesto, per esempio i wargame;
- i giochi dove l'ambientazione sovrasta le meccaniche di gioco;
- i giochi aleatori, con elementi di fortuna che possono ribaltare le sorti della partita.
- i giochi basati su quiz, come Trivial Pursuit.

## Gli scacchi
Il confine fra i giochi "a tema" (in generale) e giochi astratti può essere molto sfocato. Gli scacchi, per esempio, sono generalmente considerati l'esempio principe di gioco astratto, nonostante alludano (almeno vagamente) al tema della guerra. Un buon motivo per considerare astratti gli scacchi, infatti, è che questo presunto tema in effetti non sembra avere alcuna particolare relazione con le regole, che sono evidentemente basate su principi logici e geometrici e non sul tentativo di emulare dinamiche della guerra reale.

## Matematica e giochi astratti
Tutti i giochi astratti sono "risolvibili" tramite l'utilizzo della matematica. In assenza di alea si può sempre arrivare a una strategia vincente con una sequenza precisa di mosse da dover fare.
Un esempio di questo è nel Nim, il quale scopo è non essere l'ultimo giocatore che pesca dal terreno un elemento di gioco e la quale risoluzione è legata alla somma di Nim o somma XOR, che ha portato a vari studi riguardanti la Teoria dei giochi. Usando la somma binaria infatti e tralasciando i riporti possiamo sapere quando la configurazione sul campo è "sicura", ovvero se il suo risultato è pari a 0. Se ciò non accade, la strategia è proprio quella di ottenere nel proprio turno una posizione dove la somma di Nim dia, per ogni fila, 0. Così sappiamo che non potremo perdere.

## Varianti a tema
Tuttavia, anche molti giochi a tema potrebbero essere spogliati di qualunque riferimento al tema stesso senza perdere necessariamente di efficacia e coerenza nella loro versione astratta. Molte versioni "alternative" di Monopoly, per esempio, dimostrano come il legame del gioco con il contesto del mercato immobiliare (teoricamente "simulato") sia piuttosto lasco e non necessario per l'esperienza del gioco in sé.
Un altro esempio di gioco astratto con un tema è Santorini, che nella sua edizione di Spin Master trova spazio a un tema greco e a personaggi con abilità particolari.

## Giochi astratti moderni
In tempi più recenti sono comparsi nuovi giochi astratti, basati su meccaniche innovative come Terxo (2017) in cui, nel ricostruire un cubo 3X3X3 vince chi riesce ad ottenere più punti facendo filetto in 3D con 3 dadi che abbiano tutti una caratteristica in comune, tra il colore del dado, il simbolo rappresentato o il colore del simbolo. Oppure Yavalath (2007), un gioco dove si devono collegare 4 pedine su una griglia, ma se ne si collegano 3 si perde. O ancora come Quoridor (1997), un gioco di percorso in cui vince chi raggiunge per primo il lato opposto del tavoliere ma dove, grazie all'uso di barriere, è permesso ostacolare l'avversario.